# Mukuntuweap National Monument
Mukuntuweap National Monument – nieistniejący obecnie pomnik narodowy w Stanach Zjednoczonych. Pomnik został ustanowiony 31 lipca 1909 roku decyzją prezydenta Stanów Zjednoczonych Williama Howarda Tafta. W 1918 roku nazwę pomnika zmieniono na Zion National Monument, a 19 listopada 1919 roku Kongres Stanów Zjednoczonych ustawowo powiększył powierzchnię obszaru chronionego i utworzył na tym miejscu istniejący obecnie Park Narodowy Zion.